# Mike Flanagan (director)
Mike Flanagan (nascut el 20 de maig de 1978) és un cineasta estatunidenc, més conegut pel seu treball en cinema de terror. Flanagan va escriure, dirigir, produir i editar les pel·lícules de terror Absentia (2011), Oculus (2013),  Hush, Before I Wake, Ouija: Origin of Evil (tots el 2016 ), Gerald's Game (2017) i Doctor Sleep (2019). Va crear, escriure, produir i actuar com a showrunner a la sèrie de terror de Netflix The Haunting of Hill House (2018), The Haunting of Bly Manor (2020), Midnight Mass (2021), The Midnight Club (2022) i The Fall of the House of Usher (2023), també dirigint i editant alguns episodis de cadascuna.
Flanagan està casat amb l'actriu Kate Siegel, que ha aparegut a la majoria de les seves obres des d'Oculus. També van escriure el guió de Hush junts. Altres col·laboradors freqüents són Carla Gugino, Henry Thomas, Samantha Sloyan, Rahul Kohli, Bruce Greenwood, Zach Gilford, Michael Trucco, Annalize Basso, Lulu Wilson, Annabeth Gish, Katie Parker i Alex Essoe.

## Primers anys  i educació
Mike Flanagan va néixer a Salem (Massachusetts), el 20 de maig de 1978. La seva família es va traslladar sovint a causa de la feina del seu pare a la Guàrdia Costanera dels Estats Units d'Amèrica, en un moment donat vivint a Governors Island. Tot i que només va viure breument a Salem, va deixar una impressió en ell, i va mantenir un interès tant pel Judici a les Bruixes de Salem i temes associats, com ara històries de fantasmes i ficció de terror.
Més tard va viure a Maryland, on va ser estudiant a l'Archbishop Spalding High School abans d'assistir a la Towson University. Es va graduar amb un  BA, especialitat en mitjans electrònics i cinema i menor en teatre.

## Carrera
Les pel·lícules d'estudiant de Flanagan estaven més orientades cap al melodrama. Més tard els va caracteritzar com "no aptes per al consum públic", però les va anomenar "experiències d'aprenentatge increïbles". Després de graduar-se, va dirigir Ghosts of Hamilton Street (2003), filmada a Maryland amb actors locals, inclòs Scott Graham, a qui Flanagan va conèixer a Towson. Graham continuaria protagonitzant el curtmetratge de Flanagan del 2006   Oculus: Chapter 3 – The Man with the Plan, que va fear per 1.500 dòlars.
Flanagan tenia la intenció inicial que la història d' Oculus s'expliqués en una sèrie de curtmetratges, però no va trobar el finançament. En canvi, va rodar el capítol que incloïa una història de fons i la va utilitzar per demostrar que podia dirigir una pel·lícula de terror. El curt va resultar popular als festivals de cinema i els productors estaven interessats a desenvolupar el concepte. No obstant això, o bé volien rodar-la com una pel·lícula de metratge apropiat o rebutjaven l'estipulació de Flanagan de dirigir l'adaptació del llargmetratge. Flanagan va dirigir Absentia (2011), que es va finançar a través d'una campanya Kickstarter, en resposta a aquest rebuig. Feta per 70.000 dòlars i filmada al seu apartament de Glendale (Califòrnia), Absentia es va publicar directe a vídeo, però va guanyar popularitat quan Netflix la va oferir al seu servei de streaming. Després del seu èxit sorpresa, Flanagan va continuar comprant Oculus. Intrepid Pictures es va interessar pel concepte i va acceptar deixar que Flanagan la dirigís. La versió principal d' Oculus es va rodar el 2012 i Relativity Media es va estrenar en cinemes el 2014.
Flanagan va rodar la seva següent pel·lícula, Before I Wake, el 2013. Va ser adquirida per Relativity Media el 2014 i inicialment estava previst que s'estrenés el 8 de maig de 2015, però es va retrocedir fins al 25 de setembre de 2015 i més tard es va retirar completament del calendari quan l'empresa es va declarar en fallida. Després d'un any al tribunal de fallides, Relativity va anunciar que "Before I Wake" es publicaria el 8 d'abril de 2016, però es va perdre aquesta data ja que l'empresa va lluitar per recuperar-se. Aleshores, la pel·lícula estava programada per al 9 de setembre de 2016, però Relativity una vegada més va tornar a treure la pel·lícula tres setmanes abans d'aquesta data, provocant una discussió pública entre Flanagan i el CEO de Relativity Ryan Kavanaugh a Twitter; Kavanaugh va afirmar que el 9 de setembre va ser una "mala data", mentre que Flanagan va suggerir que Relativity no era capaç econòmicament de publicar la pel·lícula. Relativity mai va estrenar la pel·lícula perquè Kavanaugh va vendre l'empresa a la xarxa social de Singapur YuuZoo l'octubre de 2016, i finalment Netflix va adquirir els drets de la pel·lícula i la va llançar el gener de 2018.
Flanagan va escriure i dirigir Ouija: Origin of Evil, protagonitzada per Elizabeth Reaser, Henry Thomas, i Annalise Basso. La producció va començar el setembre de 2015 i la pel·lícula es va estrenar l'octubre de 2016 i va recaptar més de 81 milions de dòlars arreu del món. Gairebé al mateix temps, es va revelar que Flanagan havia estat treballant en un "projecte secret" anomenat Hush. Escrit el 2014 i filmat el març de 2015, el projecte es va mantenir confidencial fins a una projecció al Festival Internacional de Cinema de Toronto. Escrita per Flanagan i l'actriu principal Kate Siegel, i també protagonitzada per John Gallagher Jr., Michael Trucco i Samantha Sloyan, la pel·lícula es va estrenar al SXSW el març de 2016 i es va estrenar exclusivament a Netflix el 8 d'abril de 2016 amb crítiques positives. L'any 2017 Flanagan va dirigir, escriure i editar la pel·lícula de terror psicològic Gerald's Game, basada en la novel·la 1992 del mateix títol de Stephen Rei. La pel·lícula es va estrenar a Netflix el 29 de setembre de 2017 amb l'aclamació de la crítica. King va qualificar la pel·lícula d' "hipnòtica, horrorosa i fantàstica" després de veure el rough cut.
El 2018, Flanagan va crear, escriure, dirigir, produir i editar la sèrie de terror sobrenatural de Netflix The Haunting of Hill House, basada en la novel·la homònima de Shirley Jackson. In 2019, El 2019, Flanagan va escriure i dirigir el film de terror Doctor Sleep, basada en la novel·la homònima de Stephen King, ella mateixa seqüela de la seva novel·la anterior The Shining. Ewan McGregor protagonitza la versió anterior de Danny Torrance a la pel·lícula, que es va estrenar el novembre. El febrer de 2019, The Haunting of Hill House es va renovar per a una segona temporada autònoma, titulada The Haunting of Bly Manor, basada en la novel·la Un altre pas de rosca de Henry James. Fou estrenada el 2020. Al mateix temps, també es va anunciar que Flanagan s'havia unit al col·laborador habitual Trevor Macy com a soci a Intrepid Pictures i que el duet havia signat un acord global exclusiu amb Netflix per produir contingut televisiu.
El juliol de 2019, com a part d'aquest acord global, Netflix va encarregar la sèrie de terror original de Flanagan Midnight Mass. Flanagan va escriure, dirigir i fer de showrunner a la sèrie de set capítols, que va ser llançada el setembre de 2021 amb l'aclamació de la crítica després d'un retard en la producció el 2020 causat per la pandèmia de la COVID-19.
El maig de 2020 es va anunciar que Flanagan adaptaria nombroses novel·les de Christopher Pike a una nova sèrie, titulada The Midnight Club, per a Netflix. Flanagan va co-crear la sèrie i actua com a productor executiu i showrunner.
L'octubre de 2021 es va anunciar que Flanagan crearia The Fall of the House of Usher, una sèrie limitada de vuit capítols per a Netflix basada en el conte curt del mateix nom i altres obres d'Edgar Allan Poe. Flanagan va dirigir quatre episodis de la sèrie, i els altres quatre foren dirigits pel seu director de fotografia Michael Fimognari.
El maig de 2024, Flanagan va deixar Intrepid Pictures per llançar la seva pròpia empresa, Red Room Pictures.
El maig de 2023, es va anunciar que Flanagan adaptaria la novel·la dramàtica de King The Life of Chuck de la col·lecció de contes If It Bleeds a un llargmetratge protagonitzat per Tom Hiddleston i Mark Hamill. La pel·lícula es va estrenar al Festival Internacional de Cinema de Toronto el 6 de setembre de 2024.

### Pròxims projectes
L'abril de 2021, es va anunciar que Flanagan desenvoluparia una pel·lícula per a Universal Pictures basada en la novel·la de Christopher Pike The Season of Passage. El desembre de 2022, Flanagan i la seva productora associada, Intrepid Pictures, van signar un acord de televisió global amb Amazon Studios. Flanagan també posseeix els drets de televisió de The Dark Tower, una sèrie de novel·les fantàstiques escrites per Stephen King.
El maig de 2024, Flanagan estava en converses per dirigir la següent pel·lícula de la franquícia The Exorcist. Més tard aquell mes, es va confirmar que Flanagan dirigiria una nova pel·lícula Exorcist com a reinici amb plans per a una nova trilogia., però fou desballestat després de la recepció de The Exorcist: Believer. La pel·lícula està prevista per a l'estrena el 13 de març de 2026.
El juliol de 2024, es va confirmar que Flanagan escriurà un segment per a V/H/S/Beyond, que es publicarà exclusivament a Shudder el 4 d'octubre de 2024.

## Reconeixement
El treball de Flanagan ha atret elogis de figures com William Friedkin, Stephen King i Quentin Tarantino pel seu estil de direcció i la seva manca de confiança en els jump scares. Irònicament, el primer episodi de la seva sèrie The Midnight Club (2022) va establir un nou Guinness World Record amb més jump scares en un únic episodi de televisió amb 21. Tanmateix, Flanagan va afirmar que aquesta seqüència d'espant va ser en resposta directa a les notes de l'estudi que demanen més junp scaerst, i va dissenyar aquesta escena de 21 ensurts perquè els "jump scares no tinguessin sentit".

## Vida personal
Flanagan va tenir una relació amb l'actriu Courtney Bell, que va protagonitzar la seva pel·lícula Absentia, i amb qui té un fill. Al febrer de 2016, es va casar amb l'actriu i col·laboradora freqüent Kate Siegel, amb qui té un fill i una filla.
FFlanagan va passar anys estudiant diverses religions, i després va descriure Midnight Mass com un projecte de passió que era "profundament personal" i tractava íntimament amb la seva educació i Catòlica el seu eventual ateisme, així com la seva sobrietat.

## Filmografia

### Pel·lícules d’estudiant
| Any  | Títol                     | Director | Guionista | Editor | Productor | Compositor |
| ---- | ------------------------- | -------- | --------- | ------ | --------- | ---------- |
| 2000 | Makebelieve               | Sí       | Sí        | Sí     | No        | Sí         |
| 2001 | Still Life                | Sí       | Sí        | Sí     | Sí        | Sí         |
| 2003 | Ghosts of Hamilton Street | Sí       | Sí        | Sí     | No        | No         |

### Curtmetratges
| Any  | Títol                                     | Director | Guionista | Editor       | Productoer | Notes                    |
| ---- | ----------------------------------------- | -------- | --------- | ------------ | ---------- | ------------------------ |
| 2006 | Oculus: Chapter 3 – The Man with the Plan | Sí       | Sí        | No acreditat | Sí         |                          |
| 2024 | Stowaway                                  | No       | Sí        | No           | No         | Segment per V/H/S/Beyond |

### Llargmetratges
| Any  | Títol                 | Director | Guionista | Editor | Productor |
| ---- | --------------------- | -------- | --------- | ------ | --------- |
| 2011 | Absentia              | Sí       | Sí        | Sí     | Sí        |
| 2013 | Oculus                | Sí       | Sí        | Sí     | No        |
| 2016 | Hush                  | Sí       | Sí        | Sí     | No        |
| 2016 | Before I Wake         | Sí       | Sí        | Sí     | No        |
| 2016 | Ouija: Origin of Evil | Sí       | Sí        | Sí     | No        |
| 2017 | Gerald's Game         | Sí       | Sí        | Sí     | No        |
| 2019 | Doctor Sleep          | Sí       | Sí        | Sí     | No        |
| 2024 | The Life of Chuck     | Sí       | Sí        | Sí     | Sí        |

Productor executiu
| Any  | Títol                  | Notes                                                 |
| ---- | ---------------------- | ----------------------------------------------------- |
| 2017 | Dobaara: See Your Evil | També escriptor d'històries Remake a l'Índia d'Oculus |
| 2024 | Shelby Oaks            | [ 47 ]                                                |
| TBA  | The Room Returns!      | També actor Paper: Peter                              |

### Televisió
| Any  | Títol                          | Director   | Guionista  | Editor     | Productor executiu | Creador |
| ---- | ------------------------------ | ---------- | ---------- | ---------- | ------------------ | ------- |
| 2018 | The Haunting of Hill House     | Sí         | 4 episodis | 1 episodi  | Sí                 | Sí      |
| 2020 | The Haunting of Bly Manor      | 1 episodi  | 1 episodi  | 4 episodis | Sí                 | Sí      |
| 2021 | Midnight Mass                  | Sí         | Sí         | Sí         | Sí                 | Sí      |
| 2022 | The Midnight Club              | 2 episodis | 9 episodis | 6 episodis | Sí                 | Sí      |
| 2023 | The Fall of the House of Usher | 4 episodis | 7 episodis | 4 episodis | Sí                 | Sí      |

Només editor
| Any       | Títol                              | Notes                         |
| --------- | ---------------------------------- | ----------------------------- |
| 2005      | Untold Stories of the E.R.         | Associat, sèrie documental    |
| 2007      | Bone Detectives                    | sèrie documental              |
| 2008      | Your Place or Mine?                | telerealitat                  |
| 2008      | Super Swank                        | sèrie documental              |
| 2008–2009 | Machines of Malice                 | sèrie documental              |
| 2009      | Pinks: All Out                     | Telerealitat                  |
| 2009      | Million Dollar Listing Los Angeles | Telerealitat                  |
| 2009–2010 | Most Daring                        | Telerealitat                  |
| 2010      | Design School                      | Telerealitat                  |
| 2010      | Hot in Cleveland                   | Episodi: "Behind the Hotness" |

## Col·laboradors freqüents
Flanagan és conegut per les seves col·laboracions recurrents amb determinats actors.Quan se li va preguntar sobre aquesta tendència i la secció de col·laboradors recurrents a la seva pàgina de Viquipèdia, va descriure aquesta col·laboració (incloent-hi tenir altres directors als seus programes) com "una cosa molt necessària, ja que la nostra empresa ha crescut i com han anat creixent els nostres espectacles". Del DP de tota la seva carrera Michael Fimognari, juntament amb els directors Axelle Carolyn i Morgan Beggs, va dir "Confio en aquella gent amb la meva vida".
| TreballActor          | Absentia (2011)   | Oculus (2013)        | Hush (2016)     | Before I Wake (2016) | Ouija: Origin of Evil (2016) | Gerald's Game (2017)                               | The Haunting of Hill House (2018) | Doctor Sleep (2019)        | The Haunting of Bly Manor (2020)           | Midnight Mass (2021)   | The Midnight Club (2022) | The Fall of the House of Usher (2023) | The Life of Chuck (2024) | Total roles |
| --------------------- | ----------------- | -------------------- | --------------- | -------------------- | ---------------------------- | -------------------------------------------------- | --------------------------------- | -------------------------- | ------------------------------------------ | ---------------------- | ------------------------ | ------------------------------------- | ------------------------ | ----------- |
| Selena Anduze         | Does not appear   | Does not appear      | Does not appear | Does not appear      | Does not appear              | Does not appear                                    | Paige                             | Anne "Apron Annie" Lamont  | Does not appear                            | Does not appear        | Does not appear          | Does not appear                       | Does not appear          | 2           |
| Saidah Arrika Ekulona | Does not appear   | Does not appear      | Does not appear | Does not appear      | Does not appear              | Does not appear                                    | Mrs. Walker                       | Does not appear            | Does not appear                            | Does not appear        | Does not appear          | Does not appear                       | A anunciar               | 2           |
| Crystal Balint        | Does not appear   | Does not appear      | Does not appear | Does not appear      | Does not appear              | Does not appear                                    | Does not appear                   | Does not appear            | Does not appear                            | Dolly Scarborough      | Maggie                   | Morella Usher                         | Does not appear          | 3           |
| Annalise Basso        | Does not appear   | Young Kaylie Russell | Does not appear | Does not appear      | Lina Zander                  | Does not appear                                    | Does not appear                   | Does not appear            | Does not appear                            | Does not appear        | Does not appear          | Does not appear                       | Lauren                   | 3           |
| Courtney Bell         | Tricia Riley      | Auctioneer           | Does not appear | Andrea Morgan        | Does not appear              | Does not appear                                    | Does not appear                   | Does not appear            | Does not appear                            | Does not appear        | Does not appear          | Does not appear                       | Does not appear          | 3           |
| Matt Biedel           | Does not appear   | Does not appear      | Does not appear | Does not appear      | Does not appear              | Does not appear                                    | Does not appear                   | Does not appear            | Does not appear                            | Sturge                 | Tim Pawluk               | William "Bill-T" Wilson               | A anunciar               | 4           |
| Ruth Codd             | Does not appear   | Does not appear      | Does not appear | Does not appear      | Does not appear              | Does not appear                                    | Does not appear                   | Does not appear            | Does not appear                            | Does not appear        | Anya                     | Juno Usher                            | Does not appear          | 2           |
| Kyliegh Curran        | Does not appear   | Does not appear      | Does not appear | Does not appear      | Does not appear              | Does not appear                                    | Does not appear                   | Abra Stone                 | Does not appear                            | Does not appear        | Does not appear          | Lenore Usher                          | Does not appear          | 2           |
| Annarah Cymone        | Does not appear   | Does not appear      | Does not appear | Does not appear      | Does not appear              | Does not appear                                    | Does not appear                   | Does not appear            | Does not appear                            | Leeza Scarborough      | Sandra                   | Does not appear                       | Does not appear          | 2           |
| Patricia Drake        | Does not appear   | Does not appear      | Does not appear | Does not appear      | Does not appear              | Does not appear                                    | Does not appear                   | Does not appear            | Does not appear                            | Joanie                 | Cataract Woman           | Does not appear                       | Does not appear          | 2           |
| Alex Essoe            | Does not appear   | Does not appear      | Does not appear | Does not appear      | Does not appear              | Does not appear                                    | Does not appear                   | Wendy Torrance             | Charlotte Wingrave                         | Mildred Gunning        | Poppy Corn               | Court Witness                         | Does not appear          | 5           |
| Jamie Flanagan        | Jamie Lambert     | Tobin Capp           | Does not appear | Does not appear      | Does not appear              | Court Clerk                                        | Funeral Director                  | Diesel Doug                | Does not appear                            | Does not appear        | Group Leader             | Does not appear                       | Does not appear          | 6           |
| Aya Furukawa          | Does not appear   | Does not appear      | Does not appear | Does not appear      | Does not appear              | Does not appear                                    | Does not appear                   | Does not appear            | Does not appear                            | Does not appear        | Natsuki                  | Beth "Tina"                           | Does not appear          | 2           |
| Vincent Gale          | Does not appear   | Does not appear      | Does not appear | Does not appear      | Does not appear              | Does not appear                                    | Does not appear                   | Does not appear            | Does not appear                            | Howie Hobbs            | Does not appear          | Boss                                  | Does not appear          | 2           |
| Zach Gilford          | Does not appear   | Does not appear      | Does not appear | Does not appear      | Does not appear              | Does not appear                                    | Does not appear                   | Does not appear            | Does not appear                            | Riley Flynn            | Mark                     | Young Roderick Usher                  | Does not appear          | 3           |
| Karen Gillan          | Does not appear   | Kaylie Russell       | Does not appear | Does not appear      | Does not appear              | Does not appear                                    | Does not appear                   | Does not appear            | Does not appear                            | Does not appear        | Does not appear          | Does not appear                       | A anunciar               | 2           |
| Annabeth Gish         | Does not appear   | Does not appear      | Does not appear | Natalie Friedman     | Does not appear              | Does not appear                                    | Clara Dudley                      | Does not appear            | Does not appear                            | Dr. Sarah Gunning      | Does not appear          | Eliza Usher                           | Does not appear          | 4           |
| Justin Gordon         | Det. Lonergan     | Mark                 | Does not appear | Dr. Tennant          | Does not appear              | Does not appear                                    | Does not appear                   | Does not appear            | Does not appear                            | Does not appear        | Does not appear          | Does not appear                       | Does not appear          | 3           |
| Scott Graham          | Dr. Elliot        | Warren               | Does not appear | Does not appear      | Does not appear              | Does not appear                                    | Does not appear                   | Does not appear            | Does not appear                            | Does not appear        | Does not appear          | Does not appear                       | Does not appear          | 2           |
| Bruce Greenwood       | Does not appear   | Does not appear      | Does not appear | Does not appear      | Does not appear              | Gerald Burlingame                                  | Does not appear                   | Dr. John Dalton            | Does not appear                            | Does not appear        | Does not appear          | Roderick Usher                        | Does not appear          | 3           |
| Carla Gugino          | Does not appear   | Does not appear      | Does not appear | Does not appear      | Does not appear              | Jessie Burlingame                                  | Olivia Crain                      | Does not appear            | Jamie Taylor Plantilla:Aka The Storyteller | Judge                  | Does not appear          | Verna                                 | Does not appear          | 5           |
| Mark Hamill           | Does not appear   | Does not appear      | Does not appear | Does not appear      | Does not appear              | Does not appear                                    | Does not appear                   | Does not appear            | Does not appear                            | Does not appear        | Does not appear          | Arthur Pym                            | Albie                    | 2           |
| Oliver Jackson-Cohen  | Does not appear   | Does not appear      | Does not appear | Does not appear      | Does not appear              | Does not appear                                    | Luke Crain                        | Does not appear            | Peter Quint                                | Does not appear        | Does not appear          | Does not appear                       | Does not appear          | 2           |
| Zak Jeffries          | David Stone       | Officer              | Does not appear | Does not appear      | Does not appear              | Does not appear                                    | Does not appear                   | Does not appear            | Does not appear                            | Does not appear        | Does not appear          | Does not appear                       | Does not appear          | 2           |
| Doug Jones            | Walter Lambert    | Does not appear      | Does not appear | Does not appear      | Ghoul Marcus                 | Does not appear                                    | Does not appear                   | Does not appear            | Does not appear                            | Does not appear        | Does not appear          | Does not appear                       | Does not appear          | 2           |
| Rahul Kohli           | Does not appear   | Does not appear      | Does not appear | Does not appear      | Does not appear              | Does not appear                                    | Does not appear                   | Does not appear            | Owen Sharma                                | Sheriff Hassan Shabazz | Vincent Beggs            | Leo Usher                             | A anunciar               | 5           |
| James Lafferty        | Does not appear   | Michael Dumont       | Does not appear | Does not appear      | Does not appear              | Does not appear                                    | Ryan Quale                        | Does not appear            | Does not appear                            | Does not appear        | Does not appear          | Does not appear                       | Does not appear          | 3           |
| Heather Langenkamp    | Does not appear   | Does not appear      | Does not appear | Does not appear      | Does not appear              | Does not appear                                    | Does not appear                   | Does not appear            | Does not appear                            | Does not appear        | Dr. Georgina Stanton     | Does not appear                       | A anunciar               | 2           |
| Dave Levine           | Det. Ryan Mallory | Robert Clancy        | Does not appear | Does not appear      | Does not appear              | Does not appear                                    | Does not appear                   | Does not appear            | Does not appear                            | Does not appear        | Does not appear          | Does not appear                       | Does not appear          | 2           |
| Robert Longstreet     | Does not appear   | Does not appear      | Does not appear | Does not appear      | Does not appear              | Does not appear                                    | Horace Dudley                     | Barry the Chunk            | Does not appear                            | Joe Collie             | Janitor                  | William Longfellow                    | Does not appear          | 5           |
| Carl Lumbly           | Does not appear   | Does not appear      | Does not appear | Does not appear      | Does not appear              | Does not appear                                    | Does not appear                   | Dick Hallorann             | Does not appear                            | Does not appear        | Does not appear          | C. Auguste Dupin                      | Sam Yarbrough            | 3           |
| John C. MacDonald     | Does not appear   | Does not appear      | Does not appear | Does not appear      | Does not appear              | Does not appear                                    | Does not appear                   | Does not appear            | Does not appear                            | Bowl                   | Christopher Perry        | Does not appear                       | Does not appear          | 2           |
| Violet McGraw         | Does not appear   | Does not appear      | Does not appear | Does not appear      | Does not appear              | Does not appear                                    | Young Nell Crain                  | Violet Hansen              | Does not appear                            | Does not appear        | Does not appear          | Does not appear                       | Lily                     | 3           |
| Logan Medina          | Does not appear   | Does not appear      | Does not appear | Does not appear      | Does not appear              | Does not appear                                    | Jayden Harris                     | Library kid                | Does not appear                            | Does not appear        | Does not appear          | Does not appear                       | Does not appear          | 2           |
| T'Nia Miller          | Does not appear   | Does not appear      | Does not appear | Does not appear      | Does not appear              | Does not appear                                    | Does not appear                   | Does not appear            | Hannah Grose                               | Does not appear        | Does not appear          | Victorine LaFourcade                  | Does not appear          | 2           |
| Katie Parker          | Callie Russel     | Phone Store Clerk    | Does not appear | Does not appear      | Does not appear              | Does not appear                                    | Poppy Hill                        | Silent Sarey               | Perdita Willoughby                         | Does not appear        | Aceso                    | Annabel Lee                           | Does not appear          | 7           |
| Victoria Pedretti     | Does not appear   | Does not appear      | Does not appear | Does not appear      | Does not appear              | Does not appear                                    | Nell Crain                        | Does not appear            | Dani Clayton                               | Does not appear        | Does not appear          | Does not appear                       | Does not appear          | 2           |
| Molly C. Quinn        | Does not appear   | Does not appear      | Does not appear | Does not appear      | Does not appear              | Does not appear                                    | Does not appear                   | Mrs. Grady                 | Does not appear                            | Does not appear        | Does not appear          | Jenny                                 | A anunciar               | 3           |
| Igby Rigney           | Does not appear   | Does not appear      | Does not appear | Does not appear      | Does not appear              | Does not appear                                    | Does not appear                   | Does not appear            | Does not appear                            | Warren Flynn           | Kevin                    | Toby                                  | Does not appear          | 3           |
| Elizabeth Reaser      | Does not appear   | Does not appear      | Does not appear | Does not appear      | Alice Zander                 | Does not appear                                    | Shirley Crain                     | Does not appear            | Does not appear                            | Does not appear        | Does not appear          | Does not appear                       | Does not appear          | 2           |
| Natalie Roers         | Jogger            | Does not appear      | Does not appear | Katie                | Does not appear              | Reporter                                           | Does not appear                   | Does not appear            | Does not appear                            | Does not appear        | Does not appear          | Does not appear                       | Does not appear          | 3           |
| Sauriyan Sapkota      | Does not appear   | Does not appear      | Does not appear | Does not appear      | Does not appear              | Does not appear                                    | Does not appear                   | Does not appear            | Does not appear                            | Does not appear        | Amesh                    | Prospero "Perry" Usher                | A anunciar               | 3           |
| Kate Siegel           | Does not appear   | Marisol Chavez       | Madison Young   | Does not appear      | Jenny Browning               | Sally                                              | Theodora Crain                    | Does not appear            | Viola Willoughby                           | Erin Greene            | Does not appear          | Camille L'Espanaye                    | A anunciar               | 9           |
| Samantha Sloyan       | Does not appear   | Does not appear      | Sarah Greene    | Does not appear      | Does not appear              | Does not appear                                    | Leigh Crain                       | Does not appear            | Does not appear                            | Bev Keane              | Shasta                   | Tamerlane Usher                       | A anunciar               | 6           |
| Fedor Steer           | Does not appear   | Does not appear      | Does not appear | Does not appear      | Does not appear              | Does not appear                                    | William Hill                      | Vito Giannelli             | Does not appear                            | Does not appear        | Does not appear          | Does not appear                       | Does not appear          | 2           |
| Carel Struycken       | Does not appear   | Does not appear      | Does not appear | Does not appear      | Does not appear              | Raymond Andrew Joubert Plantilla:Aka Moonlight Man | Does not appear                   | Grampa Flick               | Does not appear                            | Does not appear        | Does not appear          | Does not appear                       | Does not appear          | 2           |
| Henry Thomas          | Does not appear   | Does not appear      | Does not appear | Does not appear      | Father Tom Hogan             | Tom                                                | Young Hugh Crain                  | The BartenderJack Torrance | Henry Wingrave                             | Ed Flynn               | Freedom Jack             | Frederick Usher                       | Does not appear          | 8           |
| Jacob Tremblay        | Does not appear   | Does not appear      | Does not appear | Cody Morgan          | Does not appear              | Does not appear                                    | Does not appear                   | Bradley Trevor             | Does not appear                            | Does not appear        | Does not appear          | Does not appear                       | A anunciar               | 3           |
| Michael Trucco        | Does not appear   | Does not appear      | John Stanley    | Does not appear      | Does not appear              | Does not appear                                    | Does not appear                   | Does not appear            | Does not appear                            | Wade Scarborough       | Frederick                | Rufus Griswold                        | A anunciar               | 5           |
| Lulu Wilson           | Does not appear   | Does not appear      | Does not appear | Does not appear      | Doris Zander                 | Does not appear                                    | Young Shirley Crain               | Does not appear            | Does not appear                            | Does not appear        | Does not appear          | Young Madeline Usher                  | Does not appear          | 3           |

## Reconeixements
| Premi                                                | Data de Cerimònia      | Categoria                              | Pel·lícula                                    | Resultat  | Ref(s)        |
| ---------------------------------------------------- | ---------------------- | -------------------------------------- | --------------------------------------------- | --------- | ------------- |
| Festival Internacional de Cinema Fantàstic Maelstrom | 18 de setembre de 2011 | Millor llargmetratge (Premi del Jurat) | Absentia                                      | Guanyador | [ 57 ] [ 58 ] |
| Shriekfest                                           | 2 d'octubre de 2011    | Millor llargmetratge de terror         | Absentia                                      | Guanyador | [ 59 ]        |
| Premis del Sindicat de Guionistes dels Estats Units  | 17 de febrer de 2019   | Nova sèrie                             | The Haunting of Hill House                    | Nominat   | [ 60 ]        |
| Fangoria Chainsaw Awards                             | 25 de febrer de 2019   | Millor sèrie                           | The Haunting of Hill House                    | Guanyador | [ 61 ]        |
| Premis Saturn                                        | 26 d'octubre de 2021   | Millor director                        | Doctor Sleep                                  | Nominat   | [ 62 ]        |
| Premis Saturn                                        | 26 d'octubre de 2021   | Millor guiót                           | Doctor Sleep                                  | Nominat   | [ 62 ]        |
| Premis Saturn                                        | 26 d'octubre de 2021   | Millor muntatge                        | Doctor Sleep                                  | Nominat   | [ 62 ]        |
| Premi Bram Stoker                                    | 14 de maig de 2022     | Assoliment superior en un guió         | Midnight Mass "Book VI: Acts of the Apostles" | Guanyador | [ 63 ]        |
| Premis del Sindicat de Guionistes dels Estats Units  | 20 de març de 2022     | Forma llarga original                  | Midnight Mass                                 | Nominat   | [ 64 ]        |
| FanTasia                                             | 6 de setembre de 2024  | Premi Cheval Noir                      | The Life of Chuck                             | Guanyador | [ 65 ]        |